# Estación de Marcadet - Poissonniers

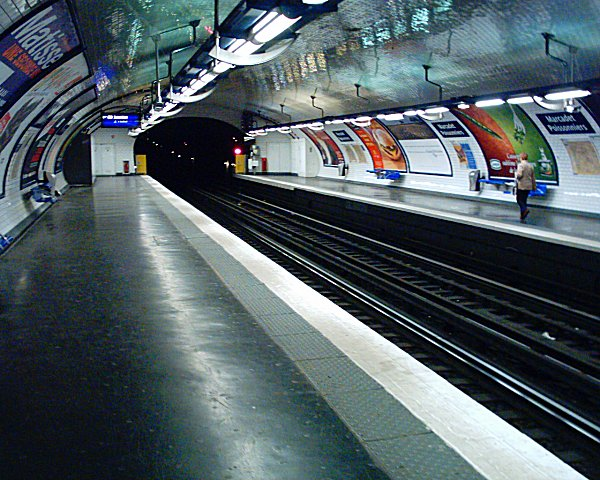
La Estación de la Línea 4

Marcadet - Poissonniers es una estación de las líneas 4 y 12 del metro de París, situada en el  XVIII Distrito de la capital. 

## Historia
Inicialmente existían dos estaciones distintas : Marcadet, la estación de la línea 4 inaugurada en 1908 y Poissonniers, la estación de la línea A de la Compañía Nord-Sud, actual línea 12, puesta en marcha en 1916. 
El 25 de agosto de 1931, tras la absorción de la Nord-Sud por la CMP, la actual RATP, se puso en servicio un pasillo de enlace entre ambas estaciones, y se rebautizó como Marcadet - Poissonniers.
La estación debe su nombre a las calles Marcadet y des Poissonniers.

## Descripción

### Estación de la línea 4
La estación se compone de dos andenes laterales de 90 metros de longitud y de dos vías.
Muestra un diseño clásico, en bóveda, con claro predominio de los habituales azulejos blancos. En los años 80, se vio afectada por el estilo Ouï-dire. Éste se aprecia en la iluminación que se realiza a través de estructuras que recorren los andenes sujetados por elementos curvados que proyectan una luz difusa hacía la bóveda y en el uso combinado de dos tipos de asientos: unos convencionales, en este caso en forma de bancos anclados a la pared y otros situados a media altura que únicamente permiten apoyarse. La señalización, por último, usa la moderna tipografía Parisine donde el nombre de la estación aparece en letras blancas sobre un panel metálico de color azul.

### Estación de la línea 12
La estación se compone de dos andenes laterales de 75 metros de longitud y de dos vías. 
En su diseño sigue un estilo utilizado en los años 50 y 60 que pretendía romper con los esquemas clásicos. Para ello se optó por cubrir los omnipresentes azulejos blancos revistiendo las estaciones usando paneles y llamativas molduras coloreadas que abarcaban todo el ancho de la pared. Enmarcados, los anuncios publicitarios o la señalización lograban destacar mucho más. Aunque este tipo de diseño fue muy apreciado en su momento, se acabó descartando porque el mantenimiento de la bóveda se volvía costoso y complejo ya que cualquier actuación exigía retirar el revestimiento. Si bien muchas estaciones que lo lucían han regresado a diseños más clásicos no es el caso de Marcadet - Poissonniers que sigue conservando sus molduras horizontales de color rojo mientras que las verticales, usadas en los paneles publicitarios son doradas.
La iluminación corre a cargo del antiguo modelo "néons" en el que sencillos tubos fluorescentes colocados en grupos de dos se descuelgan de la bóveda en varios puntos de la estación para iluminarla.
Por último, los asientos colocados en bloques de cuatro, son blancos, individualizados y de estilo Motte. Vinieron a sustituir un antiguo modelo que aún se puede ver y que se forma de sencillos tubos metálicos en forma de arco. 
En la parte superior de los túneles se han conservado los carteles de la compañía Nord-Sud, creadora de la línea, que datan de 1916 en los que se indica bien DIRON PTE de VERSAILLES » / « DIRON PTE de LA CHAPELLE en función de la dirección seguida por el convoy.

## Accesos
La estación dispone de cinco accesos, la mayoría de ellos situados en el bulevar Barbès.